# Natália Martins
Natália Aparecida Martins, née le 11 décembre 1984 à Lorena, est une joueuse brésilienne de volley-ball. Elle mesure 1,85 m et joue au poste de centrale. Elle totalise 4 sélections en équipe du Brésil. 

## Biographie
Natália Martins est sourde depuis l'âge de 4 ans. Elle est à ce titre le premier joueur de volleyball sourd à jouer à un niveau professionnel au Brésil.

## Clubs
| Club                  | De        | À         |
| --------------------- | --------- | --------- |
| Lorena                | 1999-2000 | 1999-2000 |
| Guaratinguetá         | 2000-2001 | 2000-2001 |
| Mogi das Cruzes       | 2001-2002 | 2001-2002 |
| Porto Real            | 2002-2003 | 2002-2003 |
| Varginha              | 2003-2004 | 2003-2004 |
| Praia Clube           | 2004-2005 | 2004-2005 |
| Minas Tênis Clube     | 2005-2006 | 2007-2008 |
| AD Brusque            | 2008-2009 | 2008-2009 |
| São Caetano           | 2009-2010 | 2009-2010 |
| EC Pinheiros          | 2010-2011 | 2010-2011 |
| Sesi-SP               | 2011-2012 | 2012-2013 |
| Praia Clube           | 2013-2014 | 2014-2015 |
| Brasília Vôlei        | 2015-2016 | 2015-2016 |
| Osasco Voleibol Clube | 2016-2017 | 2018-2019 |
| CS Dinamo Bucureşti   | 2019-2020 | 2019-2020 |
| CS Rapid Bucureşti    | 2020-2021 | …         |

## Palmarès

### Équipe nationale
- Coupe panaméricaine
  - Finaliste : 2008.

### Clubs
- Championnat du Brésil
  - Finaliste : 2017.
- Coupe du Brésil
  - Vainqueur : 2018.
- Supercoupe du Brésil
  - Finaliste : 2018.
- Championnat de Roumanie
  - Finaliste : 2020.